# Wiktor Michailowitsch Kosin

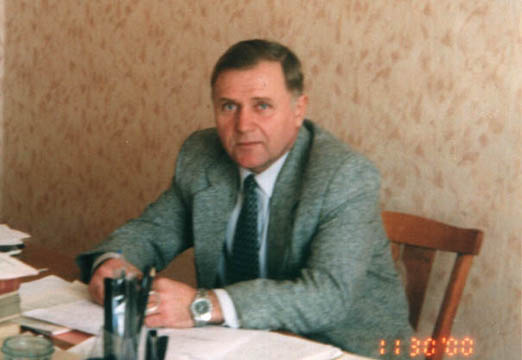

Wiktor Michailowitsch Kosin (russisch Виктор Михайлович Козин; * 22. Februar 1953 in Sita in der Region Chabarowsk) ist ein russischer Wissenschaftler, Schiffsingenieur und Professor an der Staatlichen Technischen Universität in Komsomolsk am Amur. Er ist "Verdienter Erfinder der Russischen Föderation" (2000) und seit 2008 korrespondierendes Mitglied der Russische Akademie der Naturwissenschaften.
Kosin entwickelte ein Resonanzverfahren zum Brechen von Eis.